# Тіло фон Вертерн-Байхлінген
Барон Тіло Едуард Фрідріх Франц фон Вертерн, з 6 березня 1942 року — граф і пан фон Вертерн-Байхлінген (нім. Thilo Eduard Friedrich Franz Freiherr/Graf und Herr von Werthern-Beichlingen; 28 грудня 1914, Шверін — 7 червня 1986, Франкфурт-на-Майні) — німецький офіцер, майор вермахту. Кавалер Лицарського хреста Залізного хреста.

## Біографія
Представник знатного прусського роду. З 10 листопада 1938 року — командир 3-ї роти 26-го танково-розвідувального дивізіону, з 1 серпня 1940 року — роти 5-го запасного танково-розвідувального дивізіону, з 2 жовтня 1940 року — взводу, потім 1-ї роти 27-го танкового полку.

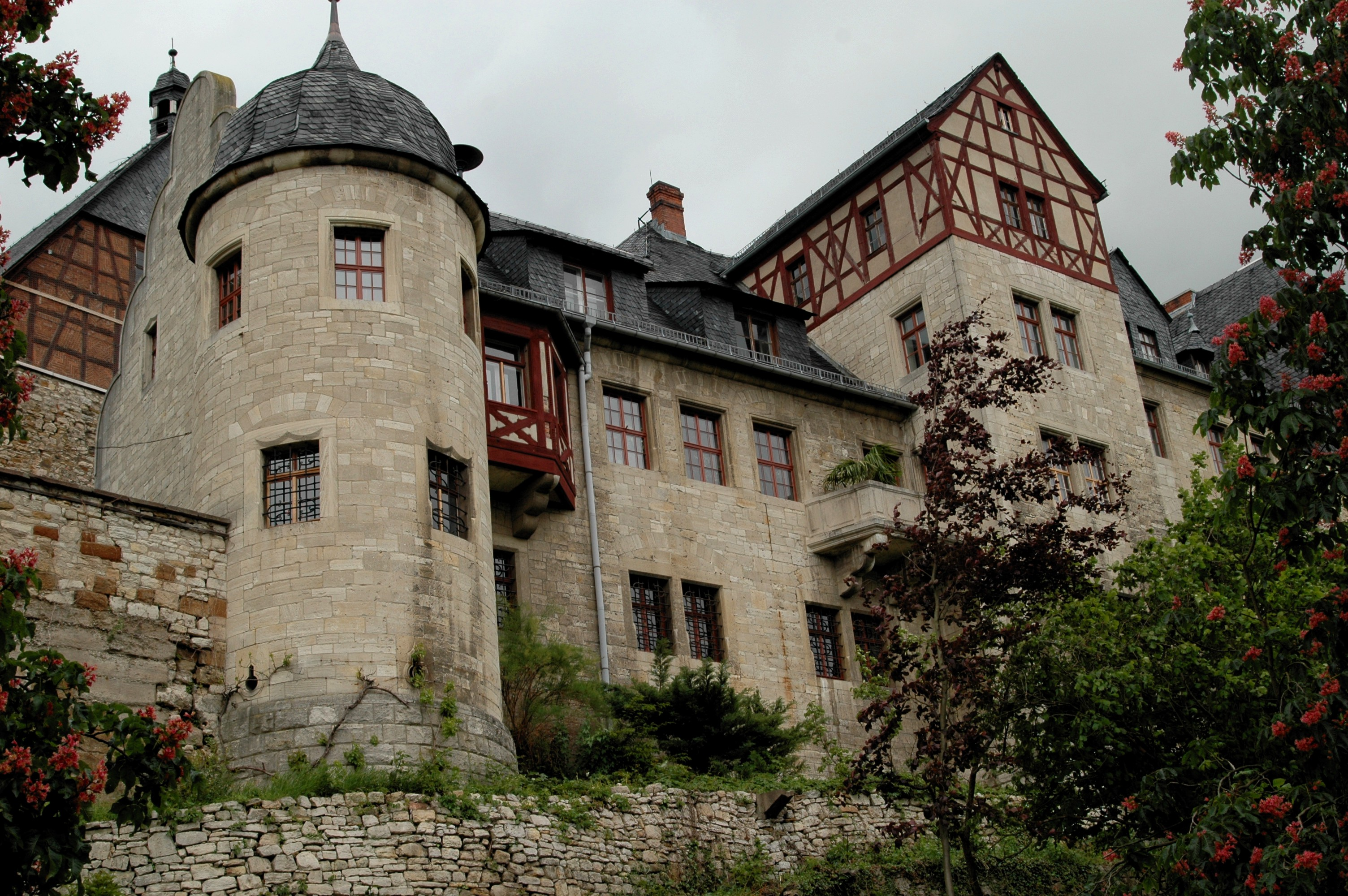
Замок Байхлінген (2006).

6 березня 1942 року, після загибелі на Східному фронті старшого брата Оттобальда, лейтенанта зенітної артилерії, успадкував графський титул, а також замок і маєток в Байхлінгені. Майном керувала дружина Тіло. Після війни замок був відібраний комуністами.
З 16 червня 1942 року — навчальний керівник училища командирів роти у Версалі. З 1 січня 1943 року — викладач тактики училища фанен-юнкерів та офіцерів танкових військ. З 16 липня 1943 року — навчальний командир училища оберфенріхів танкових військ. З 8 травня 1944 року служив у штабі генерал-інспектора танкових військ генерал-полковника Гайнца Гудеріана. В кінці війни очолив бойову групу «фон Вертерн», сформовану з нічного бойового дивізіону училища танкових військ в Любеку, яка мала взяти участь у битві за Берлін. Група була взята в полон британськими військами у Шлезвіг-Гольштейні, а сам Вертерн був доставлений в Британію для допиту щодо використання новітніх приладів нічного бачення, які були встановлені на двох танках «Пантера» з його бойової групи.

## Сім'я
23 жовтня 1943 року одружився з принцесою Вальпургою цу Штольберг-Вернігероде (1921–1992). В шлюбі народились 2 дочки:
- Графиня Вальпурга фон Вертерн-Байхлінген (1 березня 1949)
- Баронеса Александра фон Вертерн (6 листопада 1952, Бюдінген), в шлюбі — графиня цу Кастелль-Рюденгаузен.

27 липня 1976 року пара розлучилася.

## Оцінка сучасників
Командування 27-го танкового полку дало Вертерну наступну оцінку: «Впертий. Сміливий. Доведено перед ворогом. Хороший командир роти.»

## Звання
- Лейтенант (1 квітня 1936)
- Оберлейтенант (1 квітня 1939)
- Гауптман (30 січня 1942)
- Майор (1943/44)

## Нагороди
- Медаль «За вислугу років у Вермахті» 4-го класу (4 роки)
- Залізний хрест
  - 2-го класу (23 червня 1940)
  - 1-го класу (29 червня 1941)
- Нагрудний знак «За танкову атаку» в сріблі (7 серпня 1941)
- Сертифікат Пошани Головнокомандувача Сухопутних військ Вермахту (10 серпня 1941) — як командир взводу 7-ї роти 2-го дивізіону 27-го танкового полку 19-ї танкової дивізії.
- Лицарський хрест Залізного хреста (18 листопада 1941) — як командир 1-ї роти 1-го дивізіону свого полку.
- Нагрудний знак «За поранення» в сріблі (24 листопада 1941)
- Медаль «За зимову кампанію на Сході 1941/42» (13 серпня 1942)